# Juraj Schenk
Pour les articles homonymes, voir Schenk.
Juraj Schenk, né le 6 mai 1948 à Bratislava, est un homme politique slovaque, membre du Parti populaire - Mouvement pour une Slovaquie démocratique (ĽS-HZDS).

## Biographie
Diplômé en sociologie de l'université Comenius de Bratislava en 1971, il commence à y travailler dès l'année suivante et obtient, en 1975, un doctorat de sociologie. En 1994, il devient professeur des universités, mais doit démissionner très rapidement, à la suite de sa nomination comme ministre des Affaires étrangères, le 13 décembre, par Vladimír Mečiar.
Il est remplacé le 27 août 1996 et retourne alors à ses activités universitaires.